# Julius Catlin
Julius Catlin var en amerikansk politiker som var viceguvernör i Connecticut från 1858 till 1861. Detta var under de första av de åtta ettåriga mandatperioder som William A. Buckingham var guvernör.
Julius Catlin hade en syster, Flora Catlin, som bodde hos honom sedan deras far avlidit. Hon var konstnär och konstlärarinna på Hartford Female Seminary.
En dotter till Julius Catlin gifte sig med Benjamin K. Phelps, som var advokat, politiker och åklagare i New York.